# Wünnewil-Flamatt
Wünnewil-Flamatt (do roku 1974 oficiálně Wünnewil) je obec v kantonu Fribourg, v okrese Sense. Žije zde přibližně 5 600 obyvatel.

## Geografie
Wünnewil-Flamatt leží přibližně 12 km vzdušnou čarou severovýchodně od hlavního města kantonu, Fribourgu. Dvojobec se rozkládá podél řeky Sense a na jižním okraji náhorní plošiny, ve východní části Fribourské plošiny.
Rozloha obce o velikosti 13,2 km² zahrnuje část molasového kopcovitého území mezi údolími řek Sána a Sense, které bylo formováno Rhonským ledovcem v době ledové. Severní hranice obce vede podél kanalizované řeky Sense, která teče v asi 500 m širokém rovném údolí. U Flamattu se do ní vlévá důležitý přítok Taverna. Od řeky Sense se obecní území rozprostírá na jih přes hustě zalesněný strmý svah na otevřenou náhorní plošinu Wünnewilu a na západě sahá až k vrchu Egg (651 m n. m.).
Jižně od Wünnewilu se Taverna v údolí orientovaném od jihozápadu k severovýchodu zařezala asi 50 m do vrstev pískovcové plošiny. Za údolím Taverna se území rozprostírá přes náhorní plošinu Dietisberg a výšinu Buechholz (s 714 m n. m. nejvyšší bod obce) až do údolí Lettiswilbach (pravý přítok Taverny).
Na východ od ústí Taverny do Sense se území obce rozprostírá v úzkém výběžku dále na východ až k Sensebogenu u Thörishausu. Zahrnuje pouze asi 500 m široké údolí na levém břehu Sense. Teprve po vybudování protipovodňové hráze v roce 1911 mohlo být údolí, které bylo dříve často zaplavováno, osídleno. V roce 1997 tvořily 18 % rozlohy obce zastavěná plocha, 17 % lesy a háje, 64 % zemědělská půda a necelé 1 % neproduktivní půda.
Sousedními obcemi jsou Ueberstorf, Tafers, Schmitten a Bösingen v kantonu Fribourg a také Neuenegg v kantonu Bern.

## Historie

Letecký pohled (1958)

Území obce Wünnewil bylo pravděpodobně osídleno již v době římské. První písemná zmínka o Wünnewilu pochází z roku 1128 pod názvem Vilarswinum, což znamená vesnice/osada osoby jménem Wuno. Pravděpodobně nesprávně latinizovaný název vilar winum („vinařská osada“) vysvětluje, proč se v obecním erbu z roku 1930 objevuje zlatý hrozen vína.
Území Wünnewilu a Flamattu patřilo ve 12. století rodu Zähringů, později přešlo do rukou hrabat z Thiersteinu. U osady Sensenbrügg se již odedávna nacházel důležitý brod s celnicí. Od 14. století podléhal Wünnewil vládě Fribourgu a byl přiřazen k celku Alten Landschaft. Flamatt definitivně připadl Fribourgu v roce 1467 po vyřešení hraniční otázky.
Po pádu Staré konfederace (1798) patřily Wünnewil a Flamatt během Helvétské republiky a následujícího období k okresu Freiburg a od roku 1831 k německému okresu Freiburg, než byly v roce 1848 s novou kantonální ústavou začleněny do nově vytvořeného okresu Sense.
Obec, která se do roku 1974 oficiálně jmenovala pouze Wünnewil, byla vždy rozdělena na dvě části, přičemž Flamatt spolu s osadami Sensenbrügg a Eggelried tvořily exklávu, která byla od zbytku obce oddělena územím Bösingenu. Během 70. let 20. století došlo ke dvěma významným změnám hranic. Nejprve Wünnewil v roce 1976 postoupil obci Schmitten obytnou čtvrť o rozloze 29 ha ležící severně od nádraží Schmitten. V roce 1977 postoupil Bösingen Wünnewilu území o rozloze 4,65 km² s osadami Blumisberg, Balsingen, Bagiwil, Amtmerswil a Staffels. Tím se bývalá exkláva Flamatt územně spojila s obcí Wünnewil.

## Obyvatelstvo
| Rok            | 1850 | 1900 | 1930 | 1950 | 1970 | 1980 | 1990 | 2000 | 2010 |
| Počet obyvatel | 885  | 1160 | 1964 | 2153 | 4016 | 3774 | 4211 | 4916 | 5322 |

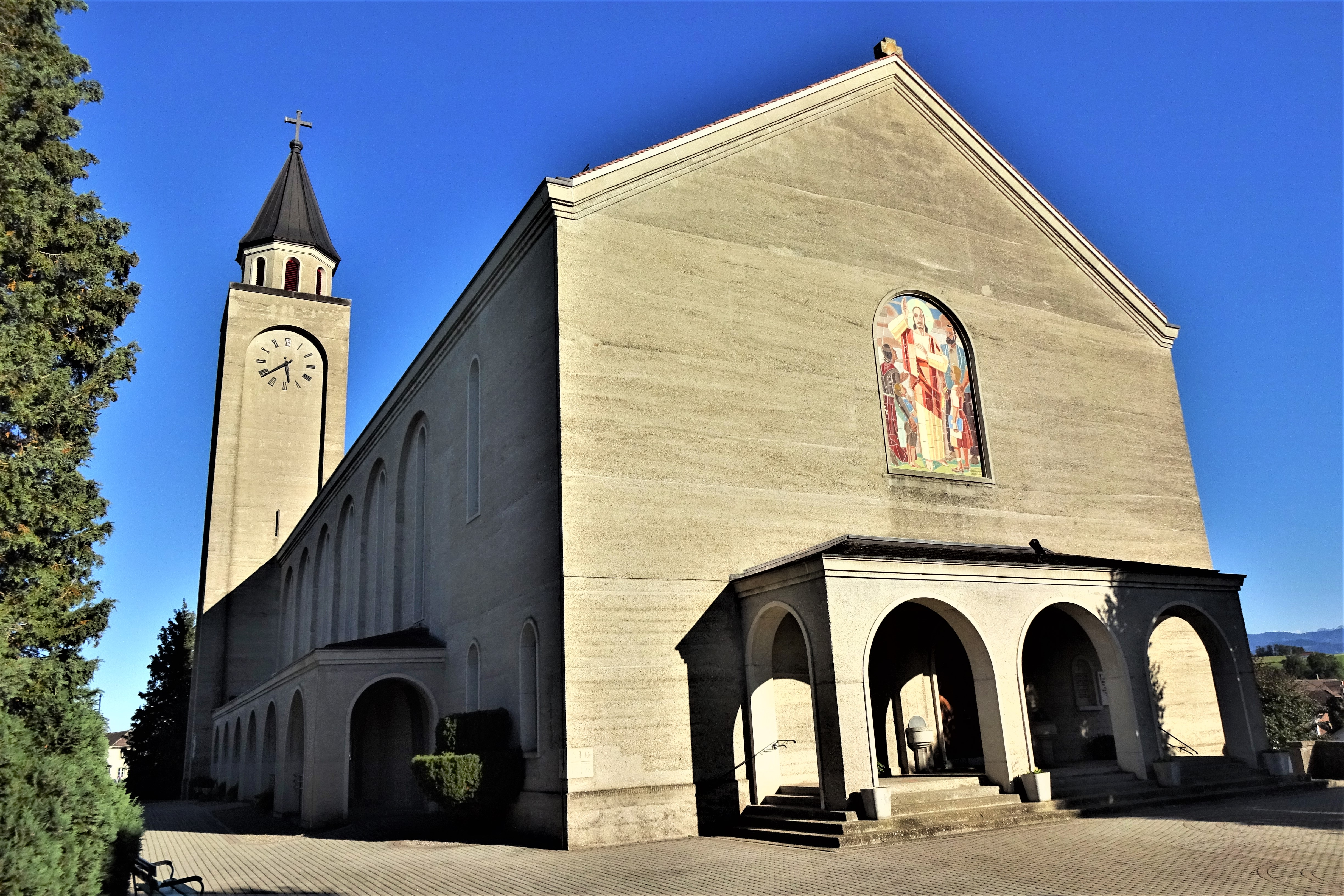
Kostel

Většina obyvatel (k roku 2000) hovoří německy (89,5 %), druhým nejčastějším jazykem je albánština (4,7 %) a třetím francouzština (1,8 %).

## Hospodářství

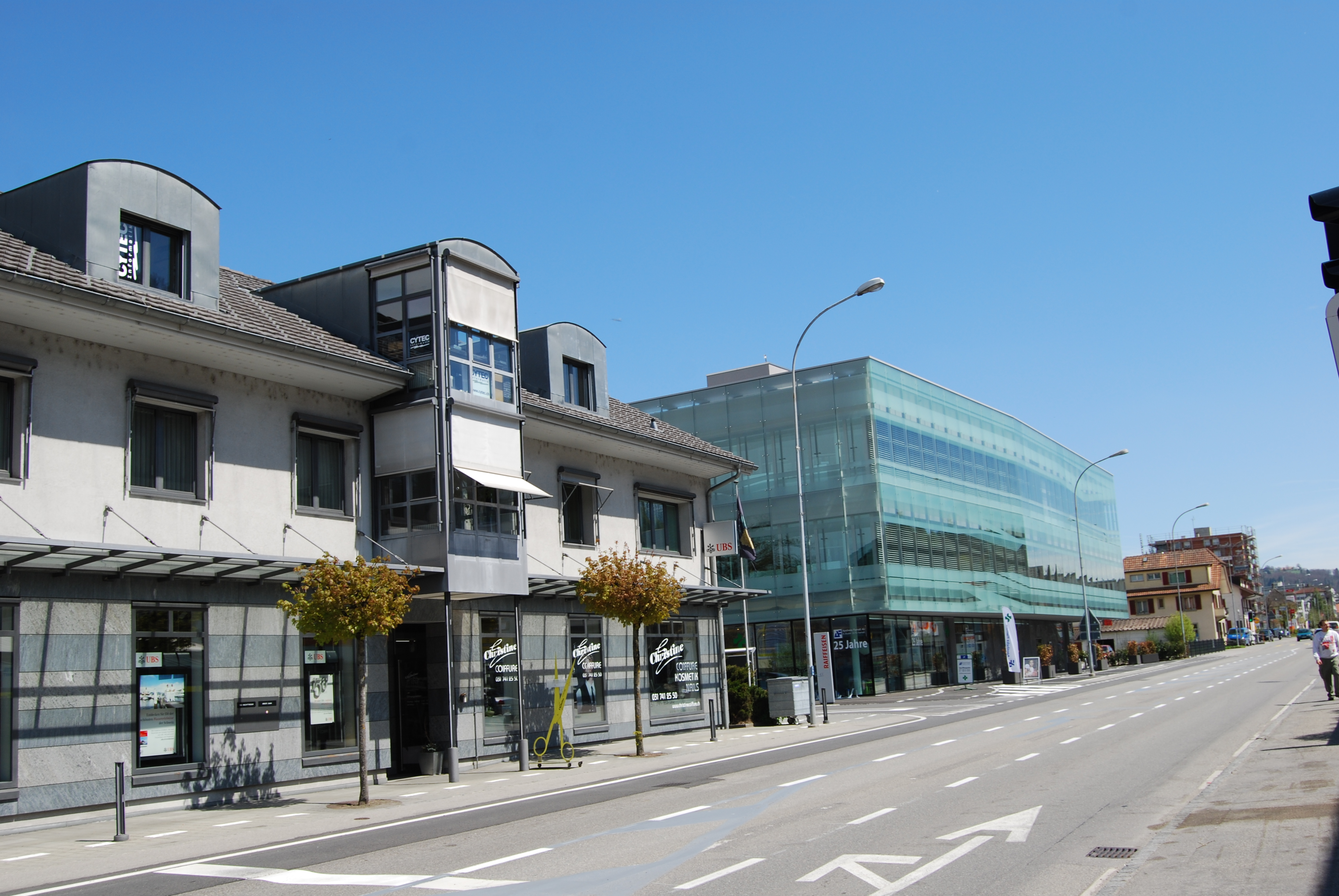
Hlavní třída ve Flamattu

Wünnewil-Flamatt byl až do poloviny 20. století převážně zemědělskou obcí. Vodní energie řeky Taverna se dříve využívala k pohonu mlýnů. V obci je dosud provozován chov dobytka, produkce mléka, zemědělství a ovocnářství. Wünnewil si zachoval svůj venkovský charakter, zatímco Flamatt má spíše průmyslový charakter.
Řada dalších pracovních míst je k dispozici v místním malém průmyslu a ve službách. Díky dobrému dopravnímu spojení se ve Flamattu od 70. let 20. století rozvinula větší průmyslová a obchodní zóna. Místo je charakteristické silážními věžemi mlýna na krmivo. Dnes jsou ve Flamattu sídlem podniky ze stavebnictví a dopravy, jemné mechaniky, dřevařství, strojírenství a továrna na vlnité lepenky. Mezinárodně působí společnost Comet Holding, která se specializuje na rentgenovou a vakuovou techniku. Menší podniky se nacházejí také ve Wünnewilu. U osady Blumisberg jihovýchodně od Wünnewilu se nachází golfové hřiště. V posledních desetiletích se Wünnewil-Flamatt také rozvinulo v obytnou obec. Mnoho pracujících proto dojíždí za prací, hlavně do oblasti Bernu a Fribourgu.

## Doprava
Obec má velmi dobré dopravní spojení. Flamatt leží na staré hlavní silnici z Bernu do Fribourgu, Wünnewil jen několik set metrů od hlavní silnice. Nejbližší napojení na dálnici A12 (Bern–Vevey), která byla v této části otevřena již v roce 1973, se nachází u Flamattu. Území obce, a zejména Flamatt, je rozděleno dálnicí, přes kterou vede velký viadukt.
2. července 1860 byla uvedena do provozu železniční trať z Bernu do Düdingenu (Balliswil) s nádražím ve Flamattu a Wünnewilu. Železniční trať z Flamattu do Gümmenenu, tzv. Sensetalbahn, byla slavnostně otevřena 23. ledna 1904. Dne 23. května 1993 byl provoz mezi Laupenem a Gümmenenem ukončen a nahrazen autobusovou dopravou. Vlaky jezdily pouze mezi Flamattem a Laupenem. Od roku 2001 byly vlaky provozovány Švýcarskými spolkovými drahami a od roku 2004, s zavedením systému vlakových příměstských linek S-Bahn Bern, společností BLS AG. Z Wünnewilu jezdí vlaky každou půlhodinu směrem na Fribourg a Bern/Thun. 